# Impetigo
Impetigo (tudi impetigo contagiosa, poljudno krastavost) je površinska okužba kože, ki jo povzročajo bakterije stafilokoki (Staphylococcus aureus), streptokoki (Streptococcus pyogenes) ali oboji. Kaže se z mehurčki in krastami in se lahko hitro prenaša z enega mesta kože na drugega ter na druge ljudi. Spremembe se pojavljajo na obrazu, vratu, rokah, podlakteh in lasišču. Pogosteje zbolevajo otroci.
Ektima je vrsta impetiga, pri kateri se pojavljajo še razjede na koži.
Bulla rodens in bulla repens sta obliki impetiga, ki se pojavljata na mestih zadebeljene kože, kot so dlani in podplati. Pokrov mehurja je debelejši, zato ne poči sam in se posledično veča.
Pri večini prizadetih ne moremo najti kakšne posebne kožne spremembe pred nastankom impetiga, vendar pa lahko impetigo vseeno nastane zaradi poškodbe kože (npr. razpoke), kar olajša vstop bakterij. Splošni dejavniki tveganja so vlažno okolje, slabša higiena in kronična prisotnost stafilokokov v nosu (kronično bacilonostvo). Impetigo je lahko bulozen ali nebulozen (bula je večji mehurček). S. aureus je najpogostejši vzrok nebuloznega in edini vzrok buloznega impetiga. Bule (večji mehurčki) nastanejo zaradi toksina, ki ga izločajo stafilokoki in ki povzroča luščenje kože (eksfoliativni toksin). V zadnjem času so kot vzrok impetiga v 20% odkrili na meticilin odpornega S. aureusa (MRSA). Ima tudi zelo smrdeč vonj (driska). 

## Simptomi in znaki
Nebulozni impetigo se kaže kot skupek mehurčkov z bistro vsebino (veziklov) ali gnojnih mehurčkov (pustul), ki počijo, na njihovem mestu pa nastanejo rumenkasto ali zelenkasto rjave kraste. Potek je pri buloznem impetigu podoben, le da se mehurčki hitro večajo in tvorijo bule. Bule počijo in na njihovem mestu nastanejo podobne kraste kot pri nebulozni obliki, le da so večje.
Za ecthymo so značilne majhne, plitke in zagnojene razjede, z debelo črno-rjavo krasto in rdečino okrog kraste.
Impetigo in ecthyma povzročata blago bolečino in občutek neudobja. Spremembe pogosto tudi srbijo in če se bolnik praska, lahko okužbo prenese na druge, neokužene dele kože.

## Diagnoza
Diagnoza se postavi glede na značilen videz sprememb. Pomisliti je treba še na okužbo z virusom herpesa (herpes simplex). Vzorec sprememb za mikrobiološki pregled je potreben samo, kadar se bolnik ne odziva na zdravljenje ali kadar se impetigo ponavlja.

## Zdravljenje
Lokalno se daje antibiotik mupirocin, če pa so spremembe zelo razširjene, pa se daje antibiotike sistemsko (oralno). Prizadeto področje je treba večkrat na dan nežno umiti z vodo in milom, da se odstrani kraste. Kraste se lahko zmehča tudi z oljnimi oblogami. Sveže mehurje se odpre in nanje polaga obloge s fiziološko raztopino. Če ima bolnik kakšno drugo kožno bolezen, kot je atopični dermatitis, je treba zdraviti tudi to bolezen in povrniti koži njeno zaščitno vlogo. Prav tako je treba zdraviti kronične bacilonosce.

## Prognoza
Če je zdravljenje pravočasno, je okrevanje dobro. Na mestih pozdravljenega impetiga nekaj časa ostanejo temnejše (hiperpigmentirane) lise, brazgotin pa ni. Zakasnjeno zdravljenje pa lahko povzroči nastanek zapletov, kot je celulitis, limfangitis, furunkuloza in zmanjšano ali povečano pigmentacijo kože z ali brez brazgotin. Otroci med 2 in 4 letom starosti imajo tudi večje tveganje za nastanek akutnega glomerulonefritisa, če so okuženi s sevi streptokokov, ki lahko povzročajo poškodbe ledvic.